# Episodi di Kraft Television Theatre (settima stagione)
La settima stagione della serie televisiva Kraft Television Theatre è stata trasmessa in anteprima negli Stati Uniti d'America dalla NBC tra il 2 settembre 1953 e il 22 settembre 1954.
| nº | Titolo originale              | Titolo italiano | Prima TV USA      | Prima TV Italia |
| -- | ----------------------------- | --------------- | ----------------- | --------------- |
| 1  | Quite a Guy                   |                 | 2 settembre 1953  |                 |
| 2  | Double in Ivory               |                 | 9 settembre 1953  |                 |
| 3  | Her Father's Butler           |                 | 16 settembre 1953 |                 |
| 4  | Corinth House                 |                 | 23 settembre 1953 |                 |
| 5  | Lobblies Never Lie            |                 | 30 settembre 1953 |                 |
| 6  | Cap'n Jonas                   |                 | 7 ottobre 1953    |                 |
| 7  | Keep Our Honor Bright         |                 | 14 ottobre 1953   |                 |
| 8  | The Picket Fence              |                 | 21 ottobre 1953   |                 |
| 9  | The Threshold                 |                 | 28 ottobre 1953   |                 |
| 10 | Dream House                   |                 | 4 novembre 1953   |                 |
| 11 | A Long Time Till Dawn         |                 | 11 novembre 1953  |                 |
| 12 | The Gate                      |                 | 18 novembre 1953  |                 |
| 13 | Gavin                         |                 | 25 novembre 1953  |                 |
| 14 | The Rose Garden               |                 | 2 dicembre 1953   |                 |
| 15 | A Room and a Half             |                 | 9 dicembre 1953   |                 |
| 16 | To Live in Peace              |                 | 16 dicembre 1953  |                 |
| 17 | Rip Van Winkle                |                 | 23 dicembre 1953  |                 |
| 18 | A Cup of Kindness             |                 | 30 dicembre 1953  |                 |
| 19 | The Thankful Heart            |                 | 6 gennaio 1954    |                 |
| 20 | The Atherton Boy              |                 | 13 gennaio 1954   |                 |
| 21 | One Man in a Million          |                 | 20 gennaio 1954   |                 |
| 22 | The Antique Touch             |                 | 27 gennaio 1954   |                 |
| 23 | The Missing Years             |                 | 3 febbraio 1954   |                 |
| 24 | The Barn                      |                 | 10 febbraio 1954  |                 |
| 25 | The Cuckoo Clock              |                 | 17 febbraio 1954  |                 |
| 26 | Gallin-All American           |                 | 24 febbraio 1954  |                 |
| 27 | Two Weeks in the Country      |                 | 3 marzo 1954      |                 |
| 28 | The Picture Window            |                 | 10 marzo 1954     |                 |
| 29 | You Touched Me!               |                 | 17 marzo 1954     |                 |
| 30 | Pardon My Prisoner            |                 | 24 marzo 1954     |                 |
| 31 | A Hat for Winter              |                 | 31 marzo 1954     |                 |
| 32 | Mr. Candido                   |                 | 7 aprile 1954     |                 |
| 33 | The People Next Door          |                 | 14 aprile 1954    |                 |
| 34 | The Little Gods Sell Tamales  |                 | 21 aprile 1954    |                 |
| 35 | Dr. Rainwater Goes A-Courtin' |                 | 28 aprile 1954    |                 |
| 36 | Alice in Wonderland           |                 | 5 maggio 1954     |                 |
| 37 | The Stake                     |                 | 12 maggio 1954    |                 |
| 38 | A Touch of Summer             |                 | 19 maggio 1954    |                 |
| 39 | The Scarlet Letter            |                 | 26 maggio 1954    |                 |
| 40 | Citizen Miller                |                 | 2 giugno 1954     |                 |
| 41 | Romeo and Juliet              |                 | 9 giugno 1954     |                 |
| 42 | The Man Who Took to His Bed   |                 | 16 giugno 1954    |                 |
| 43 | The Long Road Home            |                 | 23 giugno 1954    |                 |
| 44 | The Man Most Likely           |                 | 30 giugno 1954    |                 |
| 45 | Wish Tonight                  |                 | 7 luglio 1954     |                 |
| 46 | An American Lyric             |                 | 14 luglio 1954    |                 |
| 47 | Knight in a Business Suit     |                 | 21 luglio 1954    |                 |
| 48 | Edie and the Princess         |                 | 28 luglio 1954    |                 |
| 49 | The Happy Touch               |                 | 4 agosto 1954     |                 |
| 50 | Charm Bracelet                |                 | 11 agosto 1954    |                 |
| 51 | The Worried Man's Blues       |                 | 18 agosto 1954    |                 |
| 52 | Short Story                   |                 | 25 agosto 1954    |                 |
| 53 | Kidnapped                     |                 | 1º settembre 1954 |                 |
| 54 | Party for Jonathan            |                 | 8 settembre 1954  |                 |
| 55 | The Witch Child               |                 | 15 settembre 1954 |                 |
| 56 | The Light Is Cold             |                 | 22 settembre 1954 |                 |